# Novîi Martîniv, Halîci
Novîi Martîniv (în ucraineană Новий Мартинів) este un sat în comuna Tenetnîkî din raionul Halîci, regiunea Ivano-Frankivsk, Ucraina.

## Demografie
Componența lingvistică a localității Novîi Martîniv
     Ucraineană (99,04%)
     Alte limbi (0,96%)
Conform recensământului din 2001, majoritatea populației localității Novîi Martîniv era vorbitoare de ucraineană (99,04%), existând în minoritate și vorbitori de alte limbi.